# Raimondas Žutautas
Raimondas Žutautas (Klaipėda, 4 de septiembre de 1972) es un exfutbolista y entrenador lituano. Se desempeñaba como centrocampista y se retiró en 2005 jugando para el Panathinaikos FC griego. Fue el seleccionador de la selección de fútbol de Lituania hasta 2011.

## Clubes
| Club                  | País     | Años      |
| --------------------- | -------- | --------- |
| ROMAR Mažeikiai       | Lituania | 1992-1994 |
| FK Banga Gargždai     | Lituania | 1994      |
| FK Atlantas           | Lituania | 1995      |
| Inkaras Kaunas        | Lituania | 1995-1996 |
| FC Alania Vladikavkaz | Rusia    | 1996-1999 |
| Maccabi Haifa FC      | Israel   | 1999-2003 |
| Panathinaikos FC      | Grecia   | 2003-2005 |

## Palmarés
FK Banga Gargždai
- A Lyga: 1993-94

Maccabi Haifa FC
- Ligat ha'Al: 2000-01, 2001-02

Panathinaikos FC
- Super Liga de Grecia: 2003-04
- Copa de Grecia: 2004

- Datos: Q2447868

1. ↑  EP (12 de octubre de 2011). «Raimondas Zutautas dimite como seleccionador lituano». Diario AS. Consultado el 20 de diciembre de 2023.